# Lenguaje de señas caseras
la lengua de señas caseras o código señado casero es el sistema de comunicación gestual desarrollado por un niño sordo que no posee un modelo de lengua en la familia. Esta es una experiencia común para los niños sordos con padres oyentes que están aisladas de la comunidad de lengua de señas.
Aunque no se desarrolle en un lenguaje completo (como los lingüistas describen el término), los sistemas de señas caseras muestran algunas de las mismas características de lenguas de señas y habladas, y son bastante distinguibles de los gestos que acompañan el habla. Las palabras y las oraciones simples se forman, a menudo, en patrones similares a pesar de que diferentes sistemas se desarrollan en forma aislada unos de otros. Las comparaciones se hacen a menudo entre las señas caseras y pidgin.
Los lingüistas se han interesado en las señas caseras por la información que ofrece en nuestra capacidad para generar, adquirir y procesar el lenguaje en general - sobre todo la exploración de cuestiones tales como los orígenes del lenguaje, los conceptos de los universales lingüísticos, un período crítico para la adquisición del lenguaje, la tendencia natural de los niños para inventar el lenguaje (dispositivo de adquisición del lenguaje), y la relación entre el gesto y el lenguaje. La experiencia de los niños con lenguaje de señas caseras se contrasta con la de los niños salvajes que, sin la interacción social humana, no desarrollan lenguaje alguno.

## Lengua de señas caseras y otras lenguas de señas
Nancy Frishberg establece un marco para identificar y describir los sistemas de señas en el hogar en 1987. Ella afirma que las señas de origen casero son diferentes a las de las lenguas de señas en que:
- no tienen una relación coherente de significado con el símbolo,
- no pasan de generación en generación,
- no son compartidas por un gran grupo,
- y no son consideradas iguales dentro de una comunidad de practicantes.

Sin embargo, las señas caseras son a menudo el punto de partida para las nuevas lenguas de señas que surgen cuando las personas sordas se reúnen. Por ejemplo, tras la creación de las escuelas para sordos por primera vez en Nicaragua en la década de 1970, los niños previamente aislados rápidamente desarrollaron su propia lengua de señas, ahora conocida como idioma de señas de Nicaragua (ISN), de los bloques de construcción de sus propios sistemas de diversos signos caseros.
El sistema de señas caseras también jugó un papel en la formación de lengua de señas americana, que es una mezcla de señas caseras, de la lengua de señas francesa antigua, lengua de señas de Martha's Vineyard y la lengua de señas de los indios Plains.

## Estudios prominentes en el lenguaje de señas caseras
- Susan Goldin-Meadow ha publicado una serie de artículos sobre los sistemas de señas caseras. Ella descubrió que los gestos caseros de niños sordos en América no se adquieren copiando los gestos de sus padres - se parecen más a los gestos de los niños chinos sordos al otro lado del mundo.
- Adam Kendon publicó un célebre estudio sobre el sistema casero de Enga, una mujer sorda de las tierras altas de Papúa Nueva Guinea, en el que investigó la noción de iconicidad en el lenguaje y los gestos.